# Burton & Taylor
Burton & Taylor è un film per la televisione del 2013 diretto da Richard Laxton.
È il secondo film per la televisione sulla coppia Elizabeth Taylor-Richard Burton, dopo il film Liz & Dick andato in onda nel 2012 sulla rete Lifetime, con Lindsay Lohan e Grant Bowler nei panni dei due protagonisti.

## Trama
La vita pubblica e privata di Elizabeth Taylor e Richard Burton, la loro burrascosa storia d'amore, che vanta due divorzi e varie riappacificazioni, nel periodo in cui parteciparono insieme allo spettacolo teatrale di Vite private nel 1983, esattamente dopo il loro secondo divorzio.

## Produzione
Le riprese si svolgono a Londra, nel quartiere di Chiswick.

## Distribuzione
Il primo trailer del film viene diffuso online il 5 luglio 2013 sul canale YouTube della BBC.
La pellicola andrà in onda negli Stati Uniti d'America e nel Regno Unito sulle reti BBC America e BBC Four.